# Parque Nacional Desierto del Carmen
Parque Nacional Desierto del Carmen är en nationalpark i Mexiko.   Den ligger i delstaten Mexiko, i den sydöstra delen av landet, 70 km sydväst om huvudstaden Mexico City. Parque Nacional Desierto del Carmen ligger 2 405 meter över havet.